# ただ今、コント中。
『ただ今、コント中。』（ただいま、コントちゅう。）は、フジテレビ系列で2020年から不定期放送されているコントバラエティ番組。基本的に「土曜プレミアム」枠で放送されている。

## 概要
サンドウィッチマン・バイきんぐ・かまいたち・しずる・わらふぢなるお・3時のヒロイン等を中心に、ベテラン・女優・アイドル・モデル・若手お笑い芸人をゲストに招き様々なコントを展開する。コントの前後には出演者によるトークパートも挟まれる。

## 出演者

### レギュラー
- サンドウィッチマン（伊達みきお・富澤たけし）
- バイきんぐ（小峠英二・西村瑞樹）
- かまいたち（山内健司・濱家隆一）
- 3時のヒロイン（福田麻貴・ゆめっち[注 1]・かなで）
- しずる（村上純・KAƵMA[注 2]）
- わらふぢなるお（ふぢわら・口笛なるお）
- 狩野英孝

### ゲスト
第1回
- あばれる君
- 伊藤沙莉
- 尾形貴弘（パンサー）
- 児嶋一哉（アンジャッシュ）
- 松井玲奈
- ハナコ（菊田竜大・秋山寛貴・岡部大）
- ゆりやんレトリィバァ
- Snow Man（佐久間大介、渡辺翔太、目黒蓮、ラウール）
- カンニング竹山

第2回
- 尾形貴弘（パンサー）
- おばたのお兄さん
- 柴田英嗣（アンタッチャブル）
- ジェシー（SixTONES）[4]
- 浜辺美波[5]
- 堀田真由
- 松井玲奈
- ゆきぽよ
- 松本穂香
- なにわ男子（西畑大吾、大西流星、藤原丈一郎、大橋和也）

第3回
- 坂井真紀
- 高畑淳子
- DAIGO
- 岡本莉音
- ジェシー（SixTONES）
- 馬場ふみか
- 片寄涼太（GENERATIONS from EXILE TRIBE）
- 佐野玲於（GENERATIONS from EXILE TRIBE）

第4回
- 飯尾和樹（ずん）
- 池田エライザ
- 生駒里奈
- ウド鈴木（キャイ〜ン）
- 髙地優吾（SixTONES）
- ジェシー（SixTONES）
- はんにゃ（川島ofレジェンド・金田哲）

第5回
- 生駒里奈
- 石塚英彦（ホンジャマカ）
- 大久保佳代子（オアシズ）
- お見送り芸人しんいち
- 髙地優吾（SixTONES）
- ジェシー（SixTONES）
- 木村卓寛（天津）
- 中川家（剛・礼二）
- ハイキングウォーキング（鈴木Q太郎・松田洋昌）
- フォーリンラブ（ハジメ・バービー）
- 三村マサカズ（さまぁ〜ず）
- ロッチ（コカドケンタロウ・中岡創一）

## 放送データ一覧
| 回数  | 放送日                   | 放送時間（JST） | 備考                         |
| ----- | ------------------------ | --------------- | ---------------------------- |
| 第1回 | 2020年8月29日（土曜日）  | 21:00 - 23:10   | 『土曜プレミアム』枠で放送。 |
| 第2回 | 2020年12月29日（火曜日） | 18:30 - 21:00   | 一部地域は20:54飛び降り。    |
| 第3回 | 2021年7月10日（土曜日）  | 21:00 - 23:10   | 『土曜プレミアム』枠で放送。 |
| 第4回 | 2022年1月22日（土曜日）  | 21:00 - 23:10   | 『土曜プレミアム』枠で放送。 |
| 第5回 | 2022年11月26日（土曜日） | 21:00 - 23:10   | 『土曜プレミアム』枠で放送。 |

## 番組構成

### オープニング
最初に一本のコントを披露した後に「ミラクルをキミとおこしたい」に乗せてレギュラーからゲストの順に出演者が紹介される。最後にタイトルコールがされる。

### エンディング
レギュラーメンバーのトークを挟んで最後にもう一本コントを披露して終わる。

## 企画

### レギュラー企画
- T.T.Park（第2回:T.T.ParkとおばたPark)

バイトの面接の扉を開けると富澤扮するT.T.Parkが待ち受け、アイドルのようなオーディションを行う。
- ケータイ天使 ガラとケー

サンドウィッチマン扮するガラケーの天使ガラとケーが濱家にガラケーを勧める。第4回にて最終回を迎える。
- ただ今、歌謡祭

芸人が歌ネタを披露。
- クスブリーグ[注 4]

くすぶってる芸人にそれを示すエピソードをバラすような2択問題を出す。
- プリズンリアクション

福田扮するマキリスが捜査官の最終試験としてコトゥーゲ(小峠)、ダーテ(伊達)、トミー(富澤)、二シーム(西村)、ヤマー(山内)、ハマー(濱家)の罰ゲームに対し、1人だけ違う条件で受けているのは誰か予想させる。間違えると、マキリスに違う条件で受けている者と同じ罰を受けてもらう。
- YouTube企画（第1回：YouTuberデビュー 第2回：ゲーム実況）

富澤扮するカジサックならぬトミサックがYouTubeにチャレンジする。
- 革ジャン兄弟（第2回〜）

革ジャン好きな小峠と富澤によるコント。

### 第1回
- 湾岸防衛隊 オダイバ5
- インターホン
- レンタルなんでもツッコむ人
- 新番組プレゼン
- ミキコ母さんのおいしいごはん
- 児嶋の相方候補
- 寿司職人養成学校
- メンタリスタラーKENJI
- 新番組プレゼン
- 嫁さんをください!

### 第2回
- ただいま動物王国
- スパイ
- TadaimaNews
- ギャルになりたい!
- 温泉に行こう!
- ダテちゃんマン
- 呪いのメール
- こちら湾岸スタジオ受付です
- 芸能人が来るラーメン店
- フジテレビ入社面接
- コブラ

### 第3回
- まもなく、コント中。
- 地球を救った男
- ツッコミ代行サービス
- スーパー・ドクターYAMAUCHI
- モンスタースチューデント〜普通のツッコミでは満たされない生徒たち〜
- 突然ですが占ってけさいん
- 矢目内知事
- 決闘マッチングin巌流島
- ピュア探偵
- イケメン3
- 伊達岩課長の美味しい料理
- 全日本魚介類保護連盟

### 第4回
- サンドウィッチマンの2050年
- 座敷ww子
- シリーズ結婚
  - お兄ちゃん
  - 安杯矢家の娘
- キャンプ
- バック・トゥ・ザ・2010
- ただいま荘の青春[注 5]
- 只今電気就職面接
- 登場にこだわりすぎる漫才番組
- 時をかけちゃう店員
- 2人のお父さん
- 私が別れを決意した9つの理由
- シンクロナイズドお母さん

### 第5回
- パン職人 小麦田一夫
- パイレーツ・オブ・カネナイヤン
- お笑いトップガン
- ものまね芸人狩野B孝
- 毎日頑張っているあなたを表彰します
- バック・トゥ・ザ・2008
- ものまね芸人しみぃ〜ず三村
- 引っ越し
- 絶対もうかる桃太郎
- 事件はファミレスで起きている
- 居酒屋
- なんでもツッコんでくれる!?新コンセプトカフェ
- あらの村さ来い!
- 深夜タクシー

## スタッフ
- ナレーション：丹下桜(第6回以降)
- 制作統括(第5回)：北口富紀子（フジテレビ、第5回、第1-4回はプロデューサー）
- 構成：内村宏幸、酒井義文、大井洋一、水野としあき、白川安彦、我人祥太、長谷川優、鈴木悟史（白川は第2回以降）
- TP：斉藤伸介（フジテレビ、第5回）
- TM(第3回-)：橋本雄司（第4回）
- SW：河西純（第3,5回）、遠藤俊洋
- CAM：上田軌行（第1,2,4回-）
- VE：齋藤雄一
- AUD：松本良道（第5回）
- LD：安藤雄郎
- 音響効果：石﨑野乃（第2回-）
- TK：海老澤廉子
- 編集：武藤洋徳（第1,3回-）
- MA：水野学（第2回-）
- 美術プロデューサー：三竹寛典
- デザイン：永井達也
- アートコーディネーター：林勇、鈴木あみ
- 大道具：裏隠居徹
- 装飾：高祖朋代
- アクリル装飾：鈴木竜（第5回）
- 電飾(第3回-)：桑島亮太（第3回-）
- 植木装飾(第3回-)：後藤健（第3回-）
- 造花装飾(第5回)：荒川直史（第3,4回は生花装飾）
- 持道具：若林瑞帆
- 視覚効果(第3回-)：倉谷美奈絵（第3回-）
- 衣裳：林春来
- メイク：大高里絵
- かつら：俵木和美（第3回-）
- タイトル・CG：八十嶋典子
- 技術協力：ニユーテレス、fmt、IMAGICA Lab.、マルチバックス
- 美術協力：フジアール、iPsA（iPsA→第5回）
- 制作協力：アルファ・グリッド、SPINGLASS、VAMP（SPIN・VAMP→第5回）
- 編成(第5回)：加藤愛理（フジテレビ、第5回）
- 広報：望月亜慧梨（フジテレビ、第5回）
- デスク：栗田美奈子（第5回）
- 制作進行：石川祐希（アルファ・グリッド）、中附智貴（共に第5回）
- アシスタントプロデューサー：明石令奈（フジテレビ）、山本紗恵子、藤田冴子（共に第5回）
- ディレクター：北山拓（フジテレビ）、原武範（アルファ・グリッド）、大村昂平（フジテレビ）、片岡新己留（フジテレビ、第5回、第4回はアシスタントプロデューサー）、原田和実（フジテレビ、第4回-）、牛窪真二（PLATFORM, INC.、第5回）
- プロデューサー：滝澤美衣奈（フジテレビ、第5回）、五十嵐久也（第5回、第3,4回は制作プロデューサー）
- 総合演出：有川崇（アルファ・グリッド）
- チーフプロデューサー：谷口大二（フジテレビ、第5回）
- 制作：フジテレビ編成制作局バラエティ制作センター[注 6]
- 制作著作：フジテレビ

### 過去のスタッフ
- 構成：須藤陽平（第2-4回）
- TP：児玉洋（フジテレビ、第3,4回）
- TM(第3回-)：高瀬義美（第3回、第1,2回はTP）
- CAM：横山政照、小出豊（共に第3回）
- VE：山下将平（第3回）
- AUD：片山勇（第1-4回）、高宮哲郎（第3回）
- LD：堀田耕二（第3回）
- 音響効果：高津浩史（第1回）
- 編集：渕真悟（第1,2,4回）
- MA：木村亮允（第1回）
- アクリル装飾：堀内重彰（第1-4回）
- ファイバーワーク(第3,4回)：中川祐花（第3,4回）
- かつら：山田かつら（第1,2回）
- 振付(第4回)：カーニバル三浦（第4回）
- 技術協力：テルミック（第1回）
- 映像・写真提供(第2-4回)：PIXTA（第2回）、国立国会図書館ウェブサイト（第3回）、iStock.com（第3,4回）、アマナ（第4回）
- 広報：池田綾子（フジテレビ、第1-4回）
- FOD：松本祥（第1-4回）
- マーチャンダイジング(第4回)：島谷真理、大熊ちひろ（共に第4回）
- デスク：市川亜季（第1-4回）
- アシスタントプロデューサー：橋本苑香、萩野知美（共に第1-4回）、曽我加仰里（第1,2回）
- 制作進行：伊藤美朱珠（第1-4回）、伊藤優希（第1,2回）、井上拓也（第3,4回）
- 制作プロデューサー：仲村孝明（第1回）、小澤慧里子、増谷秀行（共に第2-4回）
- ディレクター：石川隼（フジテレビ、第1-4回）
- プロデューサー：山本布美江（フジテレビ、第1-4回）
- チーフプロデューサー：戸渡和孝（フジテレビ、第1,3,4回）